# 베를린 슈판다우역
베를린 슈판다우역(Bahnhof Berlin-Spandau)은 베를린 슈판다우구의 슈판다우 구시가(Altstadt Spandau)에 위치한 철도역이다. 독일 내에서 2등급(Preisklasse 2)역으로 분류되어 있으며, 독일에서 가장 긴 승강장(440 m)이 있는 역이다. 간선 철도역은 베를린 U7의 도시 철도역인 라트하우스 슈판다우역(U-Bahnhof Rathaus Spandau)과 연결된다.
철도역의 일일 이용객 수는 약 45,000명이다. 베를린 서부의 ICE, IC, EC 및 RE/RB/S반 주요 정차역이다. 베를린 U7의 서부 종착역이다.
이 역 서쪽에서 하노버-베를린 고속선/레어테선과 베를린-함부르크선이 합류 및 분기하며, 역 동쪽으로는 하펠강의 철교를 통해서 베를린 순환선 또는 함부르크선 도심연결선을 경유하여 베를린 도심선을 통해서 베를린 중앙역으로 진입한다. S반 노선은 슈판다우 근교선을 통해서 베를린 서부로 진입한다. 베를린 장벽 건설 이전에는 S반 노선이 슈판다우에서도 더 서쪽으로 운행했으나, 장벽 건설로 인해서 끊긴 노선은 복구되지 않았다. 하펠란트군으로의 재연장이 계획 중이다.
베를린 버스 15개 노선 및 야간 노선 3개는 도시 철도역 상부에 있는 버스 환승 정류장에 정차하며, 베를린 동물원 근처 하르덴베르크 광장 다음으로 노선 수가 많은 베를린의 버스 환승 결절점이기도 하다.

## 시설
철도역 승강장은 일반 열차선 2면 4선, S반선 1면 2선이다. 열차선 승강장은 길이 440 m이며 독일에서 가장 길다. 역 남쪽으로 별도의 화물선이 1선 존재한다. 현재의 역사는 1996년부터 1998년 사이에 건설되었으며, Gerkan, Marg und Partner(gmp)에서 설계했다. 승강장 위로 유리돔 천장을 건설했으며, 유리돔의 길이는 432 m이다. 역 동쪽으로 상업 시설이 있는 대합실이 있으며, 역 서쪽으로는 단순한 통행용 터널만 있다. 대합실의 너비는 16 m이다.

## 도시 철도
라트하우스 슈판다우역은 U7의 서쪽 종착역이다. 1984년 10월 1일에 개업했으며, 도로 교통에 영향을 주지 않도록 비개착식 굴착식 공법으로 건설되었다. 역사는 라이너 륌러가 설계했으며, 쌍섬식 승강장이 건설되어 있다. 역 남쪽 중간층은 두 승강장을 모두 조망할 수 있는 갤러리형 중간층이 설치되어 있다. 파울슈테른슈트라세역까지를 제어하는 신호소가 설치되어 있다. 2017년 3월 U7 노선의 북부 역사 6곳의 일부로 베를린의 건축유산으로 지정되었다.
7호선은 내선을 사용하며, 외선은 차후에 U2이 룰레벤역에서 서쪽으로 연장 시에 사용할 수 있도록 소형 규격 노선이 들어올 수 있는 선시공부만 존재한다. U7의 슈타켄 방면 연장선, U2의 팔켄하게너 펠트 방면 연장선의 환승 편의를 위해서 이 구간에서 U2 노선은 좌측 통행을 사용할 것을 간주하고 있다. 실제 연장은 근시일 내에는 가능성이 낮다.
도시 철도역과 간선 철도역은 매우 인접해 있지만 서로간의 이름은 완전히 일치하지는 않는다. 도시 철도역 버스 정류장에 정차하는 버스 노선은 "S+U Rathaus Spandau" 정류장을 사용하며, 간선 철도역 앞 버스 정류장에 정차하는 버스 노선은 "S Spandau" 정류장을 사용한다.

## 인접 정차역

### 지역간 및 광역 철도
| RE·RB                          | RE·RB | RE·RB                                     |
| ------------------------------ | ----- | ----------------------------------------- |
| 팔켄제 나우엔 방면             | RE 2  | 동물원 콧부스 중앙역 방면                 |
| 슈타켄 슈텐달/라테노 방면      | RE 4  | 융페른하이데 팔켄베르크 (엘스터) 방면     |
| 팔켄제 비텐베르게 방면         | RE 6  | 샤를로텐부르크 베를린 샤를로텐부르크 방면 |
| 팔켄제 비스마르 방면           | RE 8  | 동물원 BER 공항 터미널 1-2 방면           |
| 융페른하이데 쥐트크로이츠 방면 | RB 10 | 팔켄제 나우엔 방면                        |
| 융페른하이데 쥐트크로이츠 방면 | RB 14 | 팔켄제 나우엔 방면                        |
| 슈타켄 포츠담 중앙역 방면      | RB 21 | 융페른하이데 베를린 게준트브루넨 방면     |
| 베를린 S반                     |       |                                           |
| 시·종착역                      | S3    | 슈트레소 에르크너 방면                    |
| 시·종착역                      | S9    | 슈트레소 BER 공항 방면                    |

### 도시 철도
| 베를린 지하철 | 베를린 지하철 | 베를린 지하철                 |
| ------------- | ------------- | ----------------------------- |
| 시·종착역     | U7            | 알트슈타트 슈판다우 루도 방면 |

## 같이 보기
- 베를린 슈타켄역